# Zaglav
Zaglav (italsky Zaglava) je vesnice a přímořské letovisko v Chorvatsku v Zadarské župě, nacházející se na ostrově Dugi otok, spadající pod opčinu Sali. V roce 2011 zde žilo celkem 174 obyvatel. V roce 1991 většinu obyvatelstva (93,22 %) tvořili Chorvati.
Sousedními vesnicemi jsou Sali a Žman. Nejdůležitějšími dopravními komunikacemi jsou silnice D109, procházející kolem Zaglavu a spojující jej s ostatními sídly na ostrově, a silnice D125, procházející přímo vesnicí, vedoucí na trajektový přístav v Zaglavu.